# Sinfonia n. 6 (Dvořák)
La Sinfonia n. 6 in Re maggiore, Op. 60, B. 112 di Antonín Dvořák fu composta nel 1880. È dedicata ad Hans Richter, che fu il direttore d'orchestra della Orchestra Filarmonica di Vienna. Con una performance di circa 40 minuti, questo di quattro movimenti è stato uno dei primi lavori sinfonici di Dvořák che destò l'attenzione internazionale. Con esso, il compositore intende catturare un po' dello stile nazionale Ceco con una forma che riprende lo stile classico-romantico Tedesco.

## Storia
La Sesta Sinfonia fu composta da Dvořák per la Filarmonica di Vienna. Per capire il contesto in cui egli compose questa sinfonia, dovrebbero essere considerati il clima ed il modo in cui a Vienna vennero recepiti i primi lavori di Dvořák.

Nel tardo 1879, Hans Richter diresse la Filarmonica di Vienna in un concerto che includeva la Terza Rapsodia Slava. Per quanto riguarda Dvořák, in una lettera del 23 novembre 1879,

Ero presente alla performance della mia Terza Rapsodia Slava, che è stata molto apprezzata, ed ho dovuto farmi vedere dal pubblico. Ero seduto vicino a Brahms, e Richter mi identificò e mi mostrò al pubblico. Devo dire che ho subito guadagnato la simpatia di tutta l'orchestra e di tutti i lavori che avevano suonato, Richter mi disse che la mia Rapsodia gli era piaciuta più di tutti gli altri. Richter mi baciò sulla fronte e mi disse che era veramente felice di conoscermi...

I musicologi hanno tirato fuori varie conclusioni circa l'importanza che questa lettera ebbe nella gente di Vienna. Lo studente di Dvořák, John Clapham, interpreta questa lettera dicendo che l'audience, alla fine del concerto, esplose in una ovazione, e che a Richter piacque molto quel lavoro.Ancora, secondo David Brodbeck, questa versione implicherebbe che si trattasse di una prova generale (le prove generali della Filarmonica erano aperte ad un pubblico limitato), deducendo che non sarebbe stato altrimenti possibile riconosce Brahms e Dvořák durante la performance. Eduard Hanslick, critico e musicologo presente a Vienna in quel periodo, scrisse: "La Rapsodia è stata accolta con molto rispetto, ma nulla di eccezionale. Mi sarei aspettato un impatto maggiore, vista l'impressione che diede il lavoro nella prova generale." Nonostante l'audience, dopo il concerto, non fu troppo entusiasta, Richter vide in Dvořák un grande compositore, e perciò gli chiese di comporre una sinfonia per l'orchestra.
Egli completò la sinfonia l'anno seguente, nell'Ottobre del 1880, ed andò a Vienna a suonarne un arrangiamento per pianoforte per Richter, che era molto eccitato per questo lavoro.

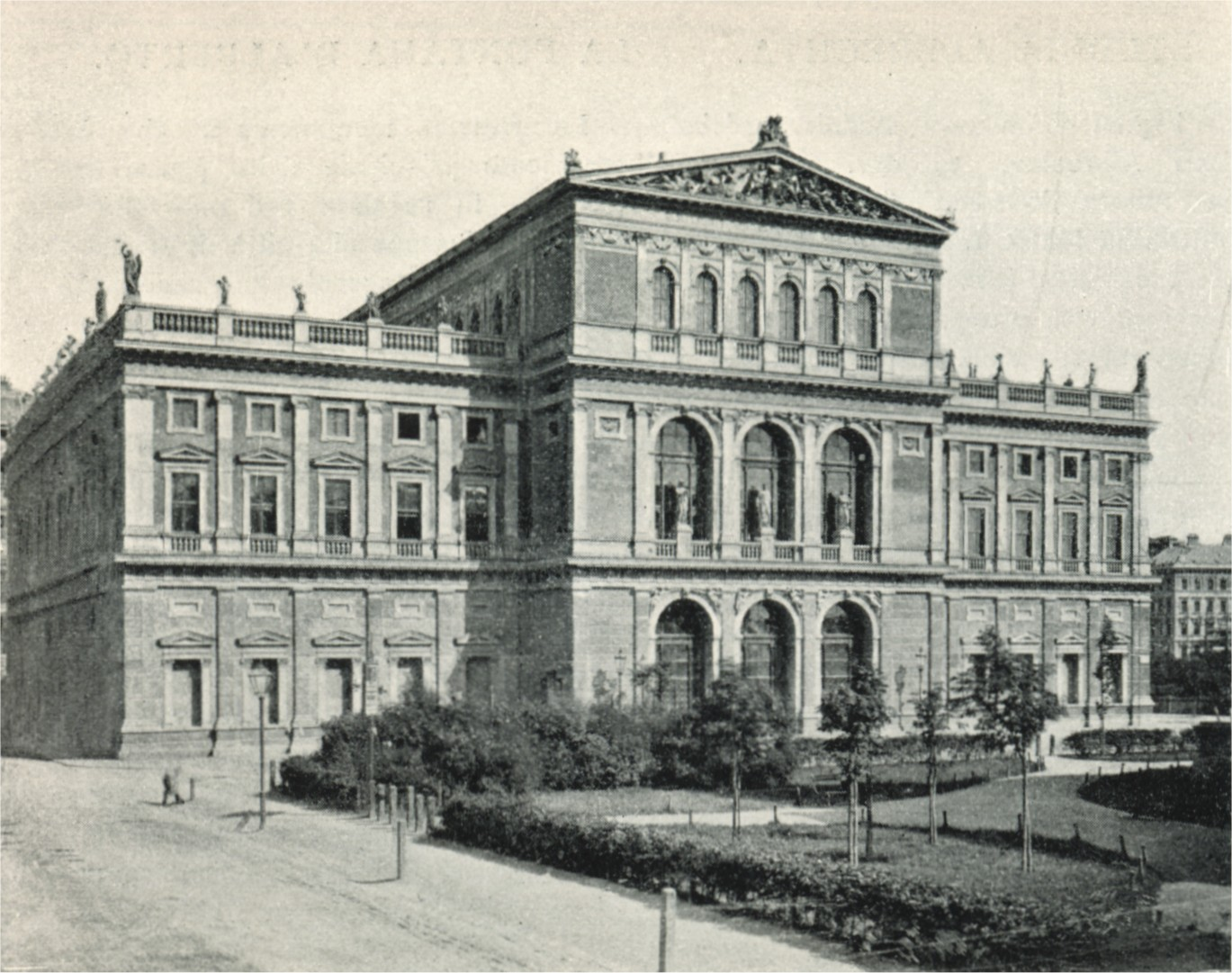
Musikverein, la Hall dell'Orchestra Filarmonica di Vienna nel 1898

Dvořák si aspettò che la Filarmonica di Vienna eseguisse la sua sinfonia per la prima volta, nel 1880. Ma Richter ne pospose l'esecuzione ripetutamente, parlando di problemi familiari e di mancanza di tempo per l'orchestra. Dvořák, sospettoso dei sentimenti anti-Cechi a Vienna, cominciò ad innervosirsi. Scoprì più tardi che i membri dell'orchestra obiettarono sulla performance, per due anni di seguito, dei lavori di un compositore relativamente novizio.
Invece, Adolf Cech diresse la prima della Sesta Sinfonia di Dvořák con la Orchestra Filarmonica Ceca, il 25 marzo del 1881, a Praga. Richter condusse, poi, quel pezzo a Londra, nel 1882. Nonostante non la diresse mai a Vienna, egli ancora mostrava un certo interesse verso i lavori di Dvořák. La Filarmonica di Vienna non eseguì questo pezzo fino al 1942.

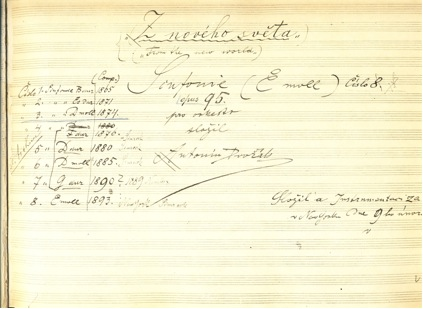
Fac-simile del titolo della pagina della Nona Sinfonia di Dvořák (che lui elencò come n. 8) Sulla sinistra si trova la lista delle sinfonie di Dvořák, con la Sesta, composta nel 1880, elencata come n. 5 (Re maggiore)

La Sesta sinfonia era stata inizialmente edita come Sinfonia n. 1 da N. Simrock, editore Tedesco di Dvořák, dato che fu il primo lavoro pubblicato in questo genere. La confusione nella numerazione delle sinfonie di Dvořák proviene da diversi fattori. Dvořák credeva che la sua prima sinfonia fosse andata perduta, e quindi numerò le restanti sinfonie dalla n.1 alla n.8. Simrock continuò ad ordinare le sinfonie per data di pubblicazione, ignorando le prime quattro sinfonie. Perciò, secondo Dvořák, questa era la sua quinta sinfonia, e secondo il suo editore questa era la prima, ma cronologicamente (e dopo che la prima sinfonia fu ritrovata) si sa che questa sia la Sesta Sinfonia. L'ordine delle sinfonie fu inizialmente codificato dallo studente di Dvořák, Otakar Sourek.

## La Sinfonia
La sinfonia è stata concepita in quattro movimenti:
1. Allegro non tanto
2. Adagio
3. Scherzo (Furiant), Presto
4. Finale, Allegro con spirito

## Strumentazione
La strumentazione usata per questa sinfonia è la seguente:
- 2 flauti (ottavino)
- 2 oboi
- 2 clarinetti
- 2 fagotti
- 4 corni
- 2 trombe
- 3 tromboni
- tuba
- timpani
- archi

Il flauto piccolo è usato solo nel terzo movimento. I tromboni e la tuba sono usati soltanto nel primo e nel quarto movimento.

## Storico delle esecuzioni
Prima:

25 marzo, 1881. Praga: Czech Philharmonic Orchestra, Adolf Čech, direttore d'orchestra.
Prima performance con Hans Richter:

15 maggio, 1882. Londra: Hans Richter, direttore d'orchestra.
Prima Nordamericana:

6 gennaio, 1883. New York: Philharmonic Society, Theodore Thomas, direttore d'orchestra.
Prima performance a Vienna:

18 febbraio, 1883. Gesellschaft der Musik freunde, Wilhelm Gericke, direttore d'orchestra.
Prima performance della Orchestra Filarmonica di Vienna:

1942. Vienna: Orchestra Filarmonica di Vienna

## Discografia
| Year        | Orchestra                          | Conductor              | Record Label     |
| ----------- | ---------------------------------- | ---------------------- | ---------------- |
| 2003        | Orchestra Filarmonica Slovacca     | Zdeněk Košler          | Opus, MHS        |
| 1991        | Orchestra di Cleveland             | Christoph von Dohnányi | Decca            |
| 1988        | Orchestra Sinfonica di Milwaukee   | Zdeněk Mácal           | Koss, Classics   |
| 1987        | Orchestra Filarmonica Ceca         | Libor Pešek            | Virgin, Classics |
| 1986        | Scottish National Orchestra        | Neeme Järvi            | Chandos          |
| (Live) 1984 | Orchestra Filarmonica di Stoccolma | Yuri Ahronovich        | BIS              |
| 1981        | Philharmonia Orchestra             | Sir Andrew Davis       | CBS              |
| 1980        | London Philharmonic Orchestra      | Mstislav Rostropovich  | Angel            |
| c. 1980     | Orchestra Sinfonica di Praga       | Václav Smetáček        | Panton           |
| 1976        | Royal Philharmonic Orchestra       | Charles Groves         | HMV/EMI          |
| c. 1970     | Berliner Philharmoniker            | Rafael Kubelík         | DGG              |
| 1968        | Boston Symphony Orchestra          | Erich Leinsdorf        | RCA              |
| 1967        | London Symphony Orchestra          | Witold Rowicki         | Philips          |
| 1966        | Orchestra Filarmonica Ceca         | Karel Ančerl           | Supraphon, Artia |
| 1965        | London Symphony Orchestra          | István Kertész         | London           |
| 1960        | Orchestra Filarmonica Ceca         | Karel Šejna            | Supraphon, Artia |
| 1950        | Cleveland Orchestra                | Erich Leinsdorf        | Columbia         |
| 1938        | Orchestra Filarmonica Ceca         | Václav Talich          | Supraphon, Koch  |